# IBIS
IBIS (сокр. от англ. Input/Output Buffer Information Specification) — спецификация, описывающая входные и выходные буферы интегральных схем, стандартизованная EIA и ANSI (656-A). Создание схемы было предложено в начале 1990-х компанией Intel для стандартизации описаний внешними разработчиками. При этом, начиная с версии 5.0, спецификация содержит две различных модели — «традиционную модель IBIS» и «модель IBIS-AMI.»

## Традиционная модель IBIS
Спецификация традиционной модели IBIS представлена в виде «черного ящика» — таблиц зависимости силы тока от напряжения и напряжения от времени, а также некоторых дополнительных параметров. Это отличает её от SPICE-моделей, функционирование которых стандартизировано на уровне транзисторов. Эта модель используется преимущественно для проверки целостности сигналов.
С одной стороны, такое устройство позволяет производителям описывать параметры их продукции, не выдавая лишней информации, а также уменьшить время моделирования и требуемые вычислительные ресурсы. С другой стороны, с помощью традиционной модели IBIS невозможно промоделировать буфер с реальной системой питания и заземления, возникают большие трудности с моделированием шумов одновременного переключения и дифференциальных буферов. Более того, представление корпуса микросхемы в виде сосредоточенных ёмкости, индуктивности и сопротивления хорошо работает лишь в определенном, не очень высоком диапазоне частот.

## Модель IBIS-AMI
Модель IBIS-AMI функционирует иначе: она состоит из двух текстовых файлов (*.ibs и *.ami) и платформо-зависимого исполняемого файла (*.dll для Windows, *.so для Linux), которые позволяют симулировать различные типы сигналов и ответную реакцию, а также поддерживает выдачу статистической информации.